# Mitra Razavi
Mitra Razavi ist eine iranisch-deutsche Juristin, Diplomökonomin und ehemalige Richterin.

## Leben und Ausbildung
Mitra Razavi stammt aus dem Iran, lebt seit den 1970er Jahren in Bremen und besitzt die doppelte Staatsangehörigkeit. Das Studium der Rechtswissenschaft beendete sie mit dem Abschluss Diplomjuristin, das Studium der Ökonomie mit dem Abschluss Diplomökonomin. 2008 war sie Doktorandin der Universität Bremen, Fachbereich Rechtswissenschaften.

## Beruflicher Werdegang
Mitra Razavi ist Inhaberin der DS Delta e. K., die Industrieanlagen importiert und exportiert. Ab 1992 akquirierte sie für den Wirtschaftsstandort Bremen zahlreiche ausländische Investoren, die ihre Firmen in Bremen gründeten und etablierten. 2006 kandidierte sie für das Plenum der Handelskammer in Bremen.
Für die Wahl der Mitglieder des Staatsgerichtshofs im Oktober 2007 war die von der Fraktion Die Linke aufgestellte Mitra Razavi die einzige weibliche Kandidatin. Die sechs von CDU, SPD und Grünen nominierten Männer erhielten zwischen 64 und 70 Stimmen der 78 Abgeordneten der Bremischen Bürgerschaft, Mitra Razavi nur 7. Im Vorfeld der Wahl hatten die Vorgespräche zwischen den Abgeordneten erstmals seit 1988 keine Einigung herbeigeführt. Erstmals seit 1988 fand die Bestimmung der neuen Mitglieder des Gerichts 2007 nicht durch bloße Akklamation, sondern durch geheime Wahl statt. Die Landesfrauenbeauftragte Ulrike Hauffe äußerte großes Unverständnis mit den Umständen der Wahl. Es seien alle Fraktionen im Vorfeld aufgerufen gewesen, geeignete Kandidatinnen zu suchen, um so den Verfassungsauftrag der Gleichberechtigung gerecht zu werden.
Auf der Website des Staatsgerichtshofs ist Mitra Razavi für die Wahlperiode 2007 bis 2011 als stellvertretendes Mitglied aufgeführt; es ist nicht ersichtlich, ob sie durch eine Nachwahl ins Amt kam.

## Ämter und Mitgliedschaften
- 2009: Wahl in den Kreisvorstand Bremen der Partei Die Linke[5]
- Vorstandsvorsitzende interkulturelles Frauenzentrum De Colores[6]